# فیلیپای انو
فیلیپای اِنو (به انگلیسی: Philippa of Hainault) (حدود ۱۳۱۴ میلادی – ۱۳۶۹ میلادی) شهبانوی انگلستان از سال ۱۳۲۸ میلادی تا هنگام مرگش در سال ۱۳۶۹ میلادی بود.

## زندگینامه
فیلیپا در حدود سال ۱۳۱۴ میلادی زاده شد. او در ۱۳۲۸ با ادوارد سوم، پادشاه وقت انگلستان در یورک ازدواج کرد و به شهبانویی آن کشور رسید. او بافندگانی را با خود از فلاندر به انگلستان آورد و استخراج زغال سنگ را تشویق نمود. او همچنین شاعر و تاریخ‌نگار فرانسوی ژان فروسار را به‌عنوان منشی خود به خدمت گرفت.
فیلیپا بیش از هر ملکهٔ دیگری اوقات خود را در کنار شوهرش می‌گذراند و حتی گهگاه او را در لشکرکشی‌هایش به فرانسه نیز همراهی می‌نمود. گفته شده است که او سربازان انگلیسی را پیش از رویاروییشان با اسکاتلندی‌ها در نبرد نویلز کراس در ۱۳۴۶ به هیجان درآورد و آنان با پیروزی این جنگ را به پایان رساندند. همچنین او پس از آنکه ادوارد به‌دنبال محاصره‌ای طولانی موفق به فتح کاله در ۱۳۴۷ گردید از او تقاضای بخشش برای شش بورژوای کاله که کلید شهر را به ادوارد تسلیم داشته بودند کرد تا از اعدام آنان چشم‌پوشی نماید.
فیلیپا و ادوارد در طول زندگی مشترکشان صاحب دست‌کم ۱۲ فرزند شدند که از این میان ۹ کودک به سنین جوانی رسیدند. کوئینز کالج یا کالج ملکه واقع در آکسفورد که توسط کشیش مخصوص فیلیپا در ۱۳۴۱ ساخته شد به افتخار او چنین نامگذاری شده است.
فیلیپا سال ۱۳۶۹ میلادی درگذشت.